# Eois acerba
Eois acerba är en fjärilsart som beskrevs av Paul Dognin 1900. Eois acerba ingår i släktet Eois och familjen mätare. Inga underarter finns listade i Catalogue of Life.